# Movimiento Democrático Republicano
El Movimiento Democrático Republicano (en francés: Mouvement Démocratique Républicain, MDR) fue un partido político en Ruanda.

## Historia
El partido se constituyó en 1991, después de que el Movimiento Nacional Republicano para la Democracia y el Desarrollo (MRND) perdiera su monopolio en la política y los partidos de oposición fueran legalizados en el país. El MDR tomó su nombre de MDR-Parmehutu, un antiguo partido político del país. Al igual que el Parmehutu, la principal base de apoyo político del MDR eran los hutus en el centro del país, particularmente en la prefectura de Gitarama, donde vivía Kayibanda.
A fines de 1991, el MDR se unió al Partido Liberal y al Partido Socialdemócrata para formar una coalición de oposición que presionó al presidente Juvénal Habyarimana y al MRND para implementar reformas democráticas. En marzo de 1992, Habyarimana nombró un gobierno multipartidista con un Primer Ministro, Dismas Nsengiyaremye, del MDR. Fue sucedido como Primer Ministro en julio de 1993 por otro miembro del MDR, Agathe Uwilingiyimana.
El MDR era ostensiblemente un partido moderado, sin embargo, surgieron facciones extremistas que profesaban las creencias del poder hutu. La facción extremista más destacada del MDR estaba dirigida por el vicepresidente del partido, Froduald Karamira, quien más tarde fue ejecutado por su participación en el genocidio de Ruanda de 1994.
Después de su victoria en la Guerra Civil de Ruanda en 1994, el Frente Patriótico de Ruanda (RPF) nombró un nuevo Gobierno de Unidad Nacional de Base Amplia con Faustin Twagiramungu, miembro del MDR, como Primer Ministro. Permaneció en el cargo hasta 1995. En 2001, Bernard Makuza, también miembro del MDR, fue nombrado primer ministro.
Con elecciones programadas para mediados de 2003, el MDR fue el único partido de oposición capaz de desafiar al RPF. Sin embargo, el 15 de abril de 2003, el Parlamento votó a favor de disolver el partido y lo acusó de ser "divisionista". Varios exmiembros del MDR formaron el Partido para el Progreso y la Concordia ese mismo año.